# Литл-Стиррап-Кэй
Литл-Стиррап-Кэй (англ. Little Stirrup Cay, рус. Риф «Малое Стремя») — частный остров в районе Бимини, Багамские Острова. Входит в состав архипелага «Ягодные Острова» в Карибском море. Находится в собственности компании Royal Caribbean International, которая дала ему название Коко-Кэй (рус. Кокосовый риф).
Остров вытянут с запада-юго-запада на восток-северо-восток примерно, на 1,6 километров, его максимальная ширина не превышает 450 метров, максимальная точка над уровнем моря — 11 метров. Восточная и центральная часть острова застроена зданиями для туристов, в северо-восточной его части расположен залив, куда прибывают пассажирские лодки с отдыхающими, западная часть острова практически не тронута цивилизацией, хотя там и проложены несколько троп.

Туристы имеют возможность заниматься на острове сноркелингом, каякингом, парасейлингом, дайвингом, волейболом, кататься на гидроциклах.